# 國富論
《国富论》（英語：The Wealth of Nations）全名為《国民财富的性质和原因的研究》（英語：An Inquiry into the Nature and Causes of the Wealth of Nations），是苏格兰经济学家暨哲学家亞當·史密斯的一本经济学专著，其首份中文译本是來自翻译家嚴復的《原富》。

## 出版
国富论首版于启蒙时代的1776年3月9日。它不仅影响了作家和经济学家，同时也影响了各国政府和组织。
全书包括两卷共5部。在第一部的序言中，亞當·史密斯对全书进行了概括描述：他认为国民财富的产生主要取决于两个因素，一是劳动力的技术、技巧和判断力，二是劳动力和总人口的比例；在这两个因素中，第一个因素起决定性作用。里面阐述了所谓市場上“一隻看不見的手”。看不見的手說明了公私利調和論，透過價格機制的導引，使得追求自利的個體行動能促進社會整體的效率：「屠夫、釀酒者和麵包師傅，並不是因為想到我們的晚餐要吃喝什麼，才去做這些東西；他做這些事時，其實只想到自己的利益。」

## 内容
- 第1部，共11章，主要内容是分析形成以及改善劳动力生产能力的原因，分析国民财富分配的原则；
- 第2部，共5章，主要内容是讨论资本的性质、积累方式，分析对劳动力数量的需求取决于工作的性质；
- 第3部，共4章，主要内容是介绍造成当时比较普遍的重视城市工商业，轻视农业的政策的原因；
- 第4部，共9章，主要内容是列举和分析不同国家在不同阶段的各种经济理论；
- 第5部，共3章，主要内容是分析国家收入的使用方式，是为全民还是只为少数人服务，如果为全民服务有多少种开支项目，各有什麽优缺点；为什麽当代政府都有赤字和国债，这些赤字和国债对真实财富的影响等。

## 常見的誤解
亞當·斯密在《國富論》中所提及的看不見的手這個概念經常受到誤解，事實上亞當·斯密沒有使用這個概念來試圖解釋所有經濟現象，而且作為自然神論者的亞當·斯密所提及的神之無形的手可能暗指上帝所定立的法則，而非某種神秘的市場規律，此外, 亞當·斯密不但沒有主張完全對經濟發展放任不管，反而主張在某些情況下對貿易實施一些限制措施以保障國家安全，例如亞當·斯密曾經在《國富論》中建議英國實施保護主義政策以保障該國國內的船業發展。儘管亞當·斯密強烈反對重商主義和提倡自由貿易，不過他仍然支持國家提供公共教育和向藝術家提供補貼等等。

## 评价
一般认为这部著作是现代经济学的开山之作，后来的经济学家基本是沿着他的方法分析经济发展规律的。这部著作也奠定了资本主义自由经济的理论基础。繼后的经济学家李嘉图进一步发展了關於自由经济、自由竞争的理论；马克思则聲稱他从中看出自由经济产生“周期性经济危机”的必然性，提出“用计划经济體系解决”的思路；凯恩斯则提出政府干预市场以進行经济宏观调节的方法。
目前的经济學理论仍然处于不断探索、不断完善的过程，尚没有任何一种尽善尽美、可以完全解决经济問題的方法；但《國富論》这本书仍然可以看作是用古典经济学研究方法写作的第一部著作，对经济学研究仍然在起一定的作用；现代经济学研究都是在这部著作的基础上进行的，不论是发展它或反对它。

## 翻譯

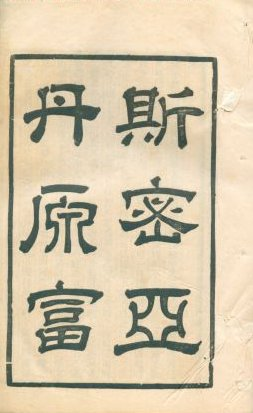
原富封面

- 嚴復最早譯有《原富》一書，當時還是文言文體裁，無標點符號；並附〈譯事例言〉，又仿太史公筆法撰有〈斯密亞丹傳〉。光绪二十八年（1902年）十月，本書由南洋公学译书院出版发行。梁启超稱讚此書：“严氏于中学西学，皆为我国第一流人物。此书复经数年之心力，屡易其稿，然后出世，其精美更何待言！”
- 高格翻译了《国富论》，于2018年于中国华侨出版社出版发行。[6]

## 原书
- The Wealth of Nations （页面存档备份，存于） at MetaLibri Digital Library （页面存档备份，存于）
- The Theory of Moral Sentiments （页面存档备份，存于） at MetaLibri Digital Library （页面存档备份，存于）
- 《国民财富的性质和原因的研究》 （页面存档备份，存于）中译，新国学网
- 《国富论》（中譯） 来自 天涯法律网（海南）
- 《国富论》（中譯） 来自 青少年新世纪读书计划指导委员会
- The Wealth of Nations （页面存档备份，存于）（英文）来自 Mondo Politico Library （页面存档备份，存于） – 全文，屏幕适应格式。
- 《国富论》（英文）来自 古登堡计划 – 全文，纯文本格式。〉